# Vanexxa
Vanessa Fernández de Córdova (Madrid, España, 1976), más conocida por su nombre artístico, Vanexxa, es una actriz y cantautora madrileña de género rap / rock española, caracterizada por su vestuario de cabaret alemán y sus letras controvertidas. 

## Biografía
Formada en el arte dramático y la interpretación, la danza contemporánea, y el ballet clásico, bajo el nombre de Vanessa, comenzó su carrera musical, en 1992 con el tema "Me gustaría comerte a besos". 
Volvió a los escenarios de la mano de la discográfica independiente Subterfuge Records en 2006 con el disco "Se rompe o se raja" siendo líder en las descargas de la discográfica. A finales del 2008 lanza su segundo trabajo Ser y vencer.
Colaboró con artistas internacionales como Julieta Venegas o Jamie Cullum y su estilo la llevó a ser comparada con Nina Hagen.
En 2009 la serie original de HBO escoge varias de sus canciones para la serie Capadocia.
En las artes escénicas, destaca por las representaciones de obras clásicas con la Fundación Shakespeare de España, "El Musical de Pippi Calzaslargas" y sus apariciones estelares como jurado en el televisivo programa de Fama, ¡a bailar!.
En el cine, ha trabajado bajo las órdenes de Juanma Bajo Ulloa, Chus Gutiérrez, John Malkovich o Joaquín Oristrell, entre otros.
- Datos: Q6159559

## Discografía
- 1993 VaneSSa 1992
- 2006 Se rompe o se raja
- 2008 Ser o vencer